# Kelecsenyborda
Kelecsenyborda (szlovákul: Košický Klečenov) község Szlovákiában, a Kassai kerület Kassa-környéki járásában. Borda és Kelecseny községek összevonásával jött létre.

## Fekvése
Kassától 19 km-re keletre, az Eperjes-Tokaji-hegység nyugati oldalán található.

## Története

### Borda
A 18. század végén Vályi András így ír róla: „BORDA. Szabad puszta Abaúj Vármegyében.”
Fényes Elek 1851-ben kiadott geográfiai szótárában így ír a faluról: „Borda, puszta, Abauj vmgyében, Regete-Ruszkához 1 1/2 órányira: 30 kath., 5 evang., 1 ref., 3 zsidó lak.”
Bordát a 19. század második felében csatolták Kelecsenyhez.

### Kelecseny
1384-ben említik először.
A 18. század végén Vályi András így ír róla: „KELECSÉNY. Klecsenov. Elegyes magyar, és tót falu Abaúj Várm. földes Ura Szerencsi Uraság, lakosai katolikusok, és reformátusok, fekszik Karácsondhoz közel, határja tágas, és közép termékenységű, piatzozás’ helye távol van.”
Fényes Elek 1851-ben kiadott geográfiai szótárában így ír a faluról: „Kelecsény, (Kleczenon), orosz falu, Abauj vmegyében, Kassához keletre 2 1/4 órányira, a zemplényi postautban: 25 r. kath., 211 g. kath. lak. Görög kath. anyaszentegyház. Vendégfogadó. Szép erdő. F. u. gróf Szirmay.”
A 19. század második felében csatolták Kelecsenyhez Bordát.

### Kelecsenyborda
Borovszky Samu monográfiasorozatának Abaúj-Torna vármegyét tárgyaló része szerint: „Innen 3 kilométerre van Kelecseny-Borda kisközség 236 lakossal, 51 házzal. Ez a táj egyike a legregényesebbnek; valóságos szorost alkot a dargói hágó, melyen át Zemplénbe visz az út. A szorost 1849-ben szintén megszállották a magyar csapatok, hogy a Kassát megszállva tartó osztrákokat oldaltámadással nyugtalanítsák, de visszaverettek. Az 1849. jan. 4-iki kassai csata elvesztése után nem lehetett többé szerepe a hadviselésben a szorosnak.”
A trianoni diktátumig Abaúj-Torna vármegye Füzéri járásához tartozott.

## Népessége
| Év:            | 1994. | 2004.    | 2014.   | 2024.    |
| -------------- | ----- | -------- | ------- | -------- |
| Emberek száma: | 222   | 267      | 280     | 309      |
| Eltérés:       |       | +20,27 % | +4,86 % | +10,35 % |

| Év:            | 2023. | 2024.   |
| -------------- | ----- | ------- |
| Emberek száma: | 311   | 309     |
| Eltérés:       |       | -0,64 % |

1910-ben 253, túlnyomórészt szlovák lakosa volt.
2001-ben 266 lakosából 265 szlovák volt.
2011-ben 274 lakosából 261 szlovák.

## Nevezetességei
- A Nagyboldogasszony tiszteletére szentelt görögkatolikus temploma.
- A községtől 4,5 km-re északnyugatra található Bordafürdő, melynek vize különösen a reumatikus betegségek gyógyítására alkalmas.
- A község területén egykori monogenetikus vulkán krátere található.